# Pieve di Santa Cristina (Lilliano)
La pieve di Santa Cristina è una chiesa romanica situata a Lilliano, nel comune di Castellina in Chianti, in provincia di Siena.

## Storia
La località Ligliano è ricordata fin dal 10 agosto 998 quando venne donata, dal marchese Ugo II di Toscana, alla badia di Marturi; la prima testimonianza sulla pieve risale invece ad un diploma dell'8 settembre 1139 in cui tale Baroncello di Tegrima da Rencine dona delle terre a Bernardo abate della abbazia a Isola.
Il territorio della pieve era spezzato dalla diocesi di Fiesole, che possedeva la vicina pieve di San Leonino in Conio, e che, insieme alla pieve di Sant'Agnese, costituivano una sorta di enclave senese in pieno territorio fiorentino-fiesolano. Un'altra testimonianza risale al 20 aprile 1189 quando risulta tra le chiese battesimali confermate da papa Clemente III al vescovo di Siena Bono.
L'essere territorialmente separata dalla diocesi di Siena la pose nelle mire di Firenze fino a che, con il lodo di Poggibonsi pronunciato il 4 giugno 1203, il podestà di Poggibonsi dichiarò che il piviere di Lilliano passava sotto il controllo fiorentino. Alla fine del XIII secolo la situazione economica della chiesa non era florida, aveva solo 4 chiese suffraganee che producevano un reddito modesto. Per tutti questi motivi anche l'edificio della pieve è sempre stato molti semplice e privo di fronzoli.
In epoca rinascimentale venne privata del titolo di pieve e, come conferma, durante la visita apostolica del 13 agosto 1573, l'arcivescovo di Firenze Antonio Altoviti la unì allo spedale di Santa Maria Nuova di Firenze (ad ecclesiam etiam accessit parrocchialem S. Cristinae de Lilliano senensis diocesis, et dominii florentini, unitam hospitali S. Mariae Novae de Florentia), del quale rimane in facciata lo stemma in stile robbiano.
Nel 1592 venne inserita nella nuova diocesi di Colle Val d'Elsa e a quell'epoca risultava di patronato regio. Nel XVII secolo la navata fu interamente ricostruita, venne aggiunto il campanile a vela e la facciata venne sopraelevata. Rimase di proprietà dello spedale fino al 1779. Poi la proprietà passò ai Pozzesi e, nel 1923, ai Berlingieri.

## Descrizione
La chiesa presenta una struttura ad aula unica coperta a tetto.
Della sua origine romanica conserva la bella facciata a filaretto di pietra alberese, unica parte originale dell'edificio che per il resto risale ad interventi di rifacimento.
L'interno conserva dipinti neomedievali del senese Aldo Marzi (polittico neogotico con Sant'Elisabetta d'Ungheria e Sant'Andrea, 1943; Madonna del Rosario, 1950) e del fiorentino Aldo Ongaro (tavola neoquattrocentesca con Santa Cristina e storie della sua vita, 1960).
Alla sua sinistra si eleva la chiesa della Compagnia, da cui proviene una Madonna del Rosario tra i Santi Domenico e Francesco di scuola senese del XVII secolo, attualmente in deposito presso la Pinacoteca Nazionale di Siena.

## Piviere di Santa Cristina
- canonica di Santa Maria a Farsi
- chiesa di san Michele Arcangelo a Petroio
- chiesa di Sutriolo
- chiesa di Vignale